# Marian Brandys
Marian Brandys (25. ledna 1912, Wiesbaden – 20. listopadu 1998, Varšava) byl polský novinář, spisovatel a scenárista.

## Život
Pocházel z asimilované židovské rodiny polské inteligence. Vyrůstal v Lodži, kde jeho otec vlastnil prosperující banku. To umožnilo Marianovi i jeho mladšímu bratrovi Kazimierzovi navštěvovat jednu z nejlepších soukromých škol v Evropě. Cizí jazyky v této škole vyučovali zahraniční lektoři sponzorováni městským klubem obchodníků Zgromadzenie Kupców Miasta Łodzi. V době Druhé polské republiky vystudoval Marian práva na Varšavské univerzitě a před Invazí do Polska (1939) pracoval u soudu ve Varšavě.

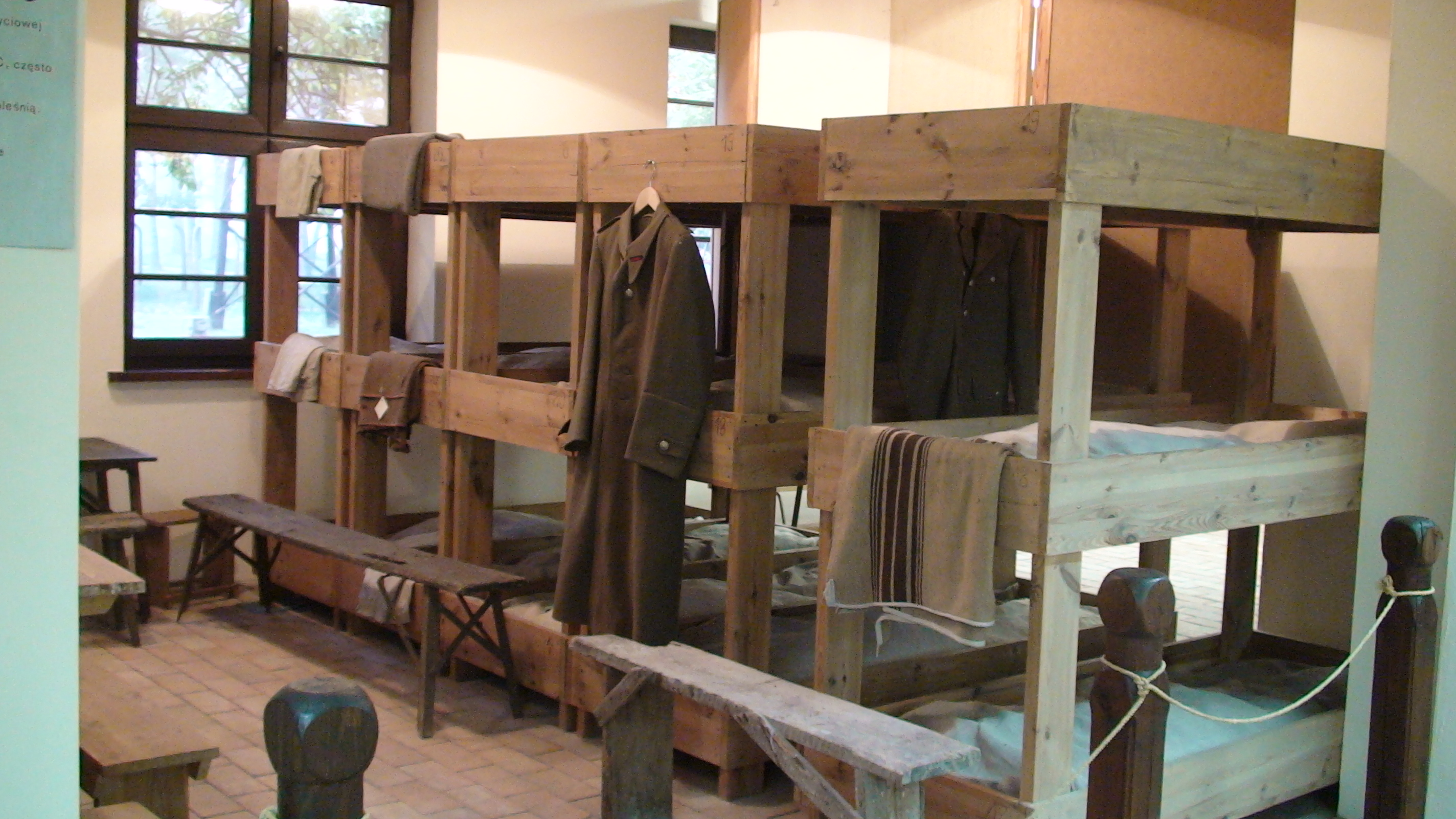
II-C Woldenberg, zajatecký tábor

V době invaze působil jako velitel jízdní čety kulometů u samostatné operační skupiny Polesí vedené generálem Franciszkem Kleebergem. Po kapitulaci byl internován v německém zajateckém táboře pro polské důstojníky Woldenberg II-C poblíž města Grünberg ve Schlesien. Tam strávil válečná léta. Na konci Druhé světové války se zúčastnil operace Bitva o Berlín a po válce vstoupil do Polské dělnické strany.
V letech 1945–1948 pracoval jako novinář v Gdyni, mimo jiné byl spoluredaktorem časopisu „Wiatr od Morza“. Psal zprávy, fejetony a recenze. Stal se zpravodajem polské Tiskové agentury a v roce 1948 odjel jako zpravodaj Družstevního nakladatelství Czytelnik a týdeníku „Przekrój“ na pět měsíců do Itálie. V roce 1949 byl reportérem ve Varšavě. V letech 1953–1954 byl redaktorem týdeníku „Nowa Kultura“, poté byl v roce 1955 dopisovatelem pro „Życie Warszawy“ v Jugoslávii. Jeho práce té doby byly psány v duchu propagandistické komunistické s stalinistické ideologie. V roce 1966 z dělnické strany vystoupil a zaměřil na psaní historických románů a knih pro děti. Zemřel v roce 1998 ve Varšavě.

## Dílo
Z rozsáhlého díla Mariana Brandyse vyšlo v českém překladu jen několik knih:
- Italská setkání. Z polského originálu Spotkania włoskie (1949) přeložila Vlasta Dvořáčková. V edici „Tvář století – knihovna dokumentů“ vydala „Práce – Vydavatelstvo ROH“ (sic) v roce 1951. Jedná se o sbírku reportáží o Itálii tak, jak ji viděl autor během svého tamějšího pětiměsíčního zpravodajského pobytu. V díle je propagován komunismus, odsuzován je americký imperialismus i se šlechtou žijící v palácích. Dělnická třída je oslavována na rozdíl např. od bohatých průmyslníků ze severu země.[3]

- Příběh začíná (Mladá fronta, 1953). Jedná se o budovatelský román (Początek opowieści, 1952) inspirovaný stavbou města a metalurgického závodu Nowa Huta. Propagandistické dílo obsahuje spolupráci s obětavými sovětskými odborníky, neobejde se bez počátečních obtíží a jejich překonání, odhaluje záškodnictví kulaků i neschopné vedoucí; dále pak se úderníkům svazáckými brigádami a socialistickým soutěžením daří zvyšovat pracovní morálku a stavební úsilí kolísajících jedinců... Výsledkem toho je, že za dva roky od zahájení stavby jsou v místech, kde byly na jaře 1949 jen rozsáhlé lány obilí, nové domy rodicího se socialistického města.[4] Za toto dílo oslavující realitu Polské lidové republiky obdržel autor v roce 1954 Řád znovuzrozeného Polska.[5]

Po vystoupení „ze strany“ se Brandys zaměřil na psaní historických románů a knih pro děti. Česky vyšlo:
- Trampoty s paní Walewskou. Z polského originálu Kłopoty z panią Walewską (1969) přeložila Anetta Balajková, vydalo Lidové nakladatelství v roce 1975. Kniha je o Napoleonově polské milence Marii Walewské.[6]

## Zajímavost
Marian Brandys spolu s Edmundem J. Osmańczykem byli prvními Poláky, kteří se v den dobytí Berlína ubytovali v říšském kancléřství a Brandys svou první zprávu napsal u Hitlerova stolu na jeho hlavičkovém papíru. Tato první Brandysova zpráva byla publikována v roce 1945 v Rzeczpospolita.